# Thành (họ)
Thành (chữ Hán: 成) là tên một họ của người Triều Tiên. Ở Trung Quốc và Việt Nam rất ít người mang họ này.

## Người Việt Nam nổi tiếng
- Đào Văn Trường (tên thật Thành Ngọc Quản), Đại tá, Phó tổng Tham mưu trưởng Quân đội nhân dân Việt Nam.
- Thành Thế Thái Bình, NGƯT.PSG khoa Ngữ văn, Đại học Sư phạm, Hà Nội, Việt Nam.

## Người Trung Quốc nổi tiếng
- Thành Nghi, một thế lực quân phiệt cát cứ ở Tây Lương ở thời kỳ Tam Quốc trong lịch sử Trung Quốc
- Thành Tư Nguy, nhà kinh tế, kỹ sư hóa học và chính trị gia người Trung Quốc

## Người Triều Tiên nổi tiếng
- Sung Sam-moon (Hán Việt: Thành Tam Vấn, một trong những người đã tạo ra bảng chữ cái tiếng Triều Tiên Hangul
- Jane (Tên thật: Sung Ji-yeon, Hán Việt: Thành Trí Nghiên), nữ ca sĩ người Hàn Quốc, thành viên nhóm nhạc nữ Momoland.
- Rachel (Tên thật: Sung Na-yeon, Hán Việt: Thành Na Nghiên), thành viên nhóm nhạc April.

- Sung Hanbin ( Hán Việt: Thành Hàn Bân), nam idol, thành viên nhóm nhạc ZB1 (Zero Base One).